# Višňové (district de Žilina)
Pour les articles homonymes, voir Višňové.
Višňové (en hongrois : Felsővisnyó) est une commune de la région de Žilina, en Slovaquie.

## Histoire
La première mention écrite du village date de 1393.

## Démographie

### Évolution de la population
| Année:               | 1994. | 2004.   | 2014.   | 2024.   |
| -------------------- | ----- | ------- | ------- | ------- |
| Nombre de personnes: | 2436  | 2520    | 2750    | 3013    |
| Différence:          |       | +3,44 % | +9,12 % | +9,56 % |

| Année:               | 2023. | 2024.   |
| -------------------- | ----- | ------- |
| Nombre de personnes: | 3010  | 3013    |
| Différence:          |       | +0,09 % |